# Флет-Топ-Маунтен (Теннессі)
Флет-Топ-Маунтен (англ. Flat Top Mountain) — переписна місцевість (CDP) в США, в окрузі Гамільтон штату Теннессі. Населення — 561 особа (2020).

## Географія
Флет-Топ-Маунтен розташований за координатами 35°19′55″ пн. ш. 85°12′1″ зх. д. / 35.33194° пн. ш. 85.20028° зх. д. (35.332046, -85.200176).  За даними Бюро перепису населення США в 2010 році переписна місцевість мала площу 44,61 км², уся площа — суходіл.

## Демографія
Згідно з переписом 2010 року, у переписній місцевості мешкали 422 особи в 165 домогосподарствах у складі 128 родин. Густота населення становила 9 осіб/км².  Було 183 помешкання (4/км²).
Расовий склад населення:
| - 99,1 % — білих |

До двох чи більше рас належало 0,5 %. Частка іспаномовних становила 1,2 % від усіх жителів.
За віковим діапазоном населення розподілялося таким чином: 22,0 % — особи молодші 18 років, 62,6 % — особи у віці 18—64 років, 15,4 % — особи у віці 65 років та старші. Медіана віку мешканця становила 46,0 року. На 100 осіб жіночої статі у переписній місцевості припадало 88,4 чоловіків;  на 100 жінок у віці від 18 років та старших — 92,4 чоловіків також старших 18 років.
Середній дохід на одне домашнє господарство  становив 93 466 доларів США (медіана — 57 132), а середній дохід на одну сім'ю — 121 208 доларів (медіана — 85 600). За межею бідності перебувало 5,4 % осіб, у тому числі 0,0 % дітей у віці до 18 років та 20,5 % осіб у віці 65 років та старших.
Цивільне працевлаштоване населення становило 144 особи. Основні галузі зайнятості: освіта, охорона здоров'я та соціальна допомога — 22,9 %, транспорт — 13,9 %, виробництво — 13,2 %, роздрібна торгівля — 12,5 %.